# Palacio de la Civilización Italiana
El Palazzo della Civiltà Italiana, también conocido como Palazzo della Civiltà del Lavoro, o en el lenguaje cotidiano como Colosseo Quadrato ("Coliseo cuadrado"), es un edificio en el distrito EUR de Roma.  Fue diseñado en 1938 por tres arquitectos italianos: Giovanni Guerrini, Ernesto La Padula y Mario Romano. El edificio es un ejemplo del racionalismo italiano y la arquitectura fascista con diseño neoclásico, que representa la romanità, una filosofía que abarca el pasado, el presente y el futuro, todo en uno. La enormidad de la estructura pretende reflejar el nuevo curso del régimen fascista en la historia italiana.[3] El diseño del edificio se inspira en el Coliseo con hileras de arcos.[3] Según la leyenda, los seis arcos verticales y nueve horizontales de la estructura están correlacionados con el número de letras del nombre del dictador italiano Benito Mussolini.
El Palacio fue inaugurado el 30 de noviembre de 1940, a pesar de estar inacabado. Diez años después de su finalización, el Palacio fue adornado con estatuas en la planta baja y escaleras que ascienden a su entrada. El edificio fue diseñado para ser el Museo de la Civilización Italiana en la Exposición Universal de 1942, lo que demuestra la superioridad de la arquitectura italiana. El edificio está ubicado en el distrito Esposizione Universale Roma (EUR) de Roma, también conocido como distrito E42, que sirve como símbolo del Partido Nacional Fascista de Italia. En última instancia, el edificio nunca se utilizó para los fines previstos después de la Segunda Guerra Mundial; sin embargo, desde entonces el EUR se ha revitalizado como un distrito residencial y comercial. El edificio se utiliza actualmente como sede de la casa de moda italiana Fendi.

## Historia
El Palazzo della Civiltà Italiana fue construido como parte del programa de la Esposizione Universale Roma, un gran centro de negocios y complejo suburbano, iniciado en 1935 por Benito Mussolini para la exposición mundial prevista para 1942 y como símbolo del régimen fascista. En 1935, Italia solicitó ser sede de la próxima feria mundial de 1941, sin embargo, la fecha se retrasó hasta 1942, el vigésimo aniversario de la toma del control de Italia por parte del Partido Fascista, mediante la publicidad intencional del evento como E'42. Después de la exposición mundial, se planeó que el área sirviera como un centro de urbanización que fuera una extensión de Roma, con un área igual en tamaño al Centro Histórico de Roma. Los equipos de diseño propusieron diferentes planes arquitectónicos para el edificio; Mussolini finalmente favoreció el plan diseñado por los arquitectos Giovanni Guerrini, Ernesto Bruno La Padula y Mario Romano por su racionalismo. La construcción comenzó en 1938 y terminó en 1943.[5] Los planos finales fueron revisados por Marcello Piacentini, superintendente del Servicio de Arquitectura E42, quien decidió agregar un exterior de travertino a la fachada y acentuar las características clásicas del diseño. La estructura también se considera uno de los ejemplos más representativos de arquitectura fascista en el EUR.[2] El progreso del edificio fue documentado a través del servicio documental fascista Istituto Luce, que capturó varios eventos, incluido el de Mussolini plantando un árbol en el terreno en 1937.[5] La documentación del progreso fue una forma de publicidad y también proporcionó información sobre la vida cotidiana de los trabajadores que trabajan en el proyecto.[5] El Palacio fue inaugurado el 30 de noviembre de 1940 como pieza central de la Exposición; Mil trabajadores fueron despedidos a finales de año.[5]
Vista del edificio durante su construcción (1940)
La exposición mundial fue cancelada el 3 de junio de 1941, mientras se terminaba el edificio. En 1942, el EUR fue declarado un proyecto sin futuro, y en 1943 se produjo la caída del régimen fascista.[5] El Palacio permaneció vacío y abandonado durante más de una década tras la Segunda Guerra Mundial. El edificio se convirtió en el telón de fondo del cine de posguerra, presentado como una estructura obsoleta, símbolo de la caída del régimen fascista.[5] Para recuperar el EUR de su historia fascista, los italianos de la posguerra decidieron hacer un nuevo uso del distrito para viviendas suburbanas para remediar el aumento de la población italiana que se produjo durante la era fascista. En la década de 1950, el EUR fue rebautizado como un distrito comercial moderno para romper con su estigma fascista.[5] El cambio de nombre y la reactivación de este distrito se vieron acelerados aún más por la candidatura de Roma para los Juegos Olímpicos de 1960; a finales de la década, el EUR se había convertido en un barrio residencial así como en un floreciente distrito administrativo.[5] El edificio abrió sus puertas al público por primera vez en 1953. Albergó la Exposición Agrícola de Roma 1953 (EA53).
Entre 2003 y 2008, el palacio estuvo cerrado al público por reformas. Desde 2015 alberga la sede de la marca de moda de lujo Fendi, y seguirá siéndolo durante al menos los próximos 15 años. Según se informa, Fendi pagará 2,8 millones de euros al año para ocupar el espacio.[8] Según se informa, la planta baja del edificio quedará abierta para albergar exposiciones que celebren la artesanía italiana.[9]
Hasta el 7 de marzo de 2016 estuvo expuesta en la planta baja del edificio una exposición titulada "Una Nuova Roma" sobre la historia del distrito EUR. En la actualidad (enero de 2024), no se permite el acceso al público en ningún lugar del edificio.